# Амангельди (Іртиський район)
Амангельди́ (каз. Амангелді) — село у складі Іртиського району Павлодарської області Казахстану. Входить о складу Амангельдинського сільського округу.
Населення — 268 осіб (2021; 362 у 2009, 871 у 1999, 1110 у 1989).
Національний склад станом на 1989 рік:
- казахи — 75 %.